# Вовк Варвара Овсіївна
Варва́ра Овсі́ївна Вовк (нар. 3 січня 1926, село Марківка, тепер Теплицького району Вінницької області — 5 листопада 2008, село Марківка, тепер Теплицького району Вінницької області) — доярка колгоспу ім. Леніна Гайсинського району Вінницької області. Герой Соціалістичної Праці (22.03.1966)